# Lasioptera hygrophila
Lasioptera hygrophila är en tvåvingeart som beskrevs av Nikolai Vasilevich Kovalev 1967. Lasioptera hygrophila ingår i släktet Lasioptera och familjen gallmyggor. Inga underarter finns listade i Catalogue of Life.